# Deal or No Deal (Album)
Deal or No Deal ist das zweite Studioalbum des US-amerikanischen Rappers Wiz Khalifa. Es erschien am 24. November 2009 in den USA, in Deutschland war es seit dem 4. Dezember desselben Jahres erhältlich. Das Album wurde von Rostrum Records sowie dem 2008 von Khalifa selbst gegründeten Label Taylor Gang Records veröffentlicht. In Deutschland erschien es am 4. Dezember 2009.

## Hintergrund
2009 erschienen insgesamt drei Mixtapes von Wiz Khalifa, im April Flight School, im August How Fly (mit Curren$y) und im November Burn After Rolling. Im Juli 2009 löste Khalifa auch seinen Plattenvertrag mit Warner Bros. Records auf, bei dem er seit 2007 zusätzlich zu Rostrum Records unter Vertrag gestanden hatte. Seitdem veröffentlichte er seine Musik ausschließlich beim Independentlabel Rostrum sowie seinem eigenen Label Taylor Gang Records und gab sein Major-Label-Debüt erst 2011 mithilfe von Atlantic Records, bei dem er seit 2010 ebenfalls unter Vertrag steht.

## Titelliste
| #   | Titel                                      | Produzent                                 | Länge |
| --- | ------------------------------------------ | ----------------------------------------- | ----- |
| 1.  | ’Bout Ya’ll (feat. Josh Everette)          | Josh Everette, I.D. Labs                  | 4:00  |
| 2.  | Chewy                                      | Josh Everette, I.D. Labs                  | 3:09  |
| 3.  | Friendly (feat. Curren$y)                  | Monsta Beatz                              | 3:25  |
| 4.  | Goodbye                                    | Johnny Juliano                            | 3:14  |
| 5.  | Hit tha Flo                                | I.D. Labs                                 | 3:02  |
| 6.  | Lose Control                               | Josh Everette, I.D. Labs                  | 3:34  |
| 7.  | Moola and the Guap (feat. Lavish and L.C.) | Sledgren                                  | 4:32  |
| 8.  | Studio Lovin’                              | Johnny Juliano                            | 4:18  |
| 9.  | Right Here (feat. Josh Everette)           | Sledgren                                  | 4:14  |
| 10. | Red Carpet (Like a Movie)                  | Ryan Tedder, Andrew "Drew" Clifton        | 3:34  |
| 11. | Superstar                                  | Johnny Juliano                            | 3:22  |
| 12. | Take Away                                  | Big Jerm                                  | 3:21  |
| 13. | This Plane                                 | I.D. Labs                                 | 3:16  |
| 14. | Who I Am                                   | Sledgren, Exchange Student (Co-Produzent) | 3:31  |
| 15. | Young Boy Talk                             | Sledgren                                  | 3:23  |

## Erfolg
In den USA erreichte es keine Platzierung in den genreübergreifenden Billboard 200. Auch in Europa stieg es nicht in die Charts ein. Bei den Rap Albums der USA platzierte es sich jedoch auf Platz zehn, bei den Top R&B/Hip-Hop Albums erlangte es Rang 25. Auch in der Liste der digital verkauften Alben (Digital Albums) in den USA erreichte es eine Platzierung (Position 25). Da Khalifas Plattenlabel Rostrum Records ein Independent-Label ist, stieg „Deal or No Deal“ auch in die Charts der Independent Albums ein, wo es Platz 13 erlangte. Bei den Top Heatseekers, einer Albumhitliste, in der sich lediglich Alben platzieren können, bei denen der Künstler noch keine Albumveröffentlichung in den Billboard 200 oder der Top Ten einer genrespezifischen Liste erreicht hatte, platzierte sich die Veröffentlichung auf Position zwei.
In der ersten Woche konnten rund 5.900 Einheiten verkauft werden, bis Januar 2011 verzeichnete man insgesamt rund 55.000 verkaufte Tonträger.